# Landtagswahl in Hessen 1978
- SPD: 50
- FDP: 7
- CDU: 53

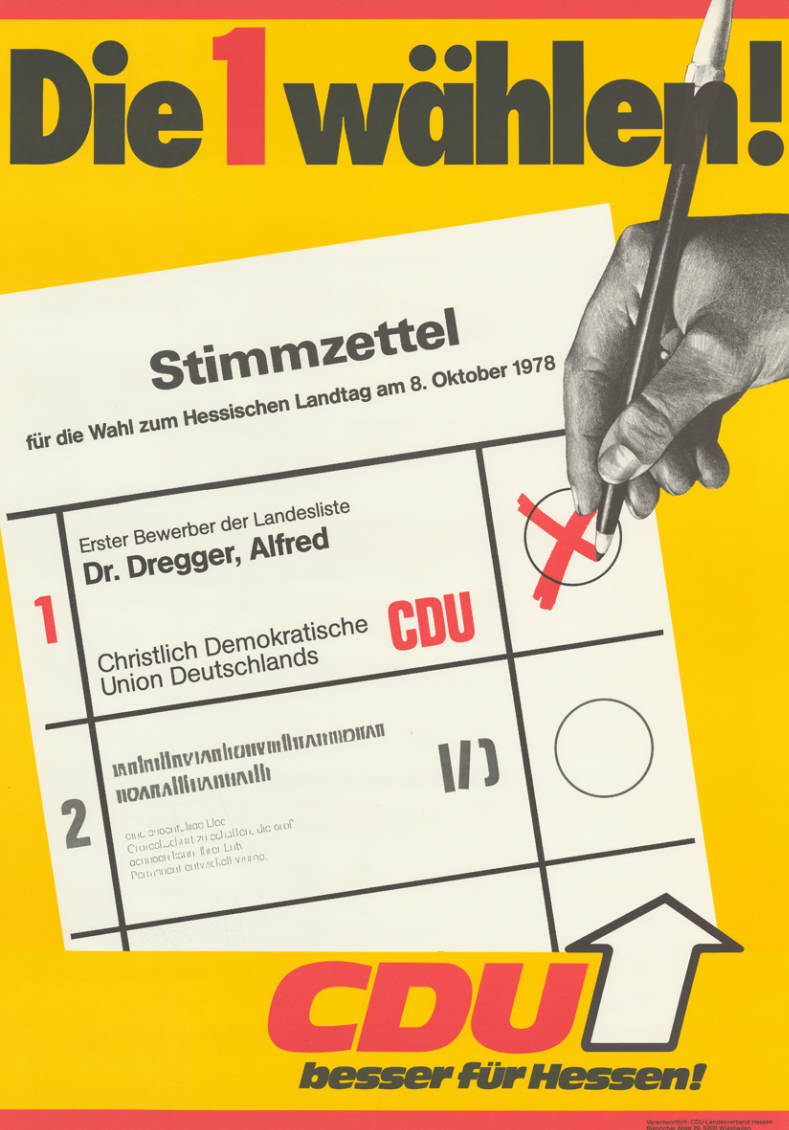
Wahlplakat der CDU

Die Wahlen zum 9. Hessischen Landtag fanden am 8. Oktober 1978 statt. Trotz des Wahlsiegs der CDU bei den Kommunalwahlen in Hessen 1977 und des Rücktritts von Albert Osswald nach dem Helaba-Skandal konnte die sozialliberale Koalition von Ministerpräsident Holger Börner ihre Mehrheit behaupten.

## Ausgangssituation
Die vorhergehende Landtagswahl am 27. Oktober 1974 brachte folgendes Ergebnis:
| Partei | Stimmanteil | Sitze |
| ------ | ----------- | ----- |
| CDU    | 47,3 %      | 53    |
| SPD    | 43,2 %      | 49    |
| FDP    | 7,4 %       | 8     |

Bei dieser vorhergehenden Landtagswahl im Jahr 1974 erreichten SPD und FDP trotz Verlusten von jeweils 2,7 Prozentpunkten eine klare Mehrheit der Mandate. Zwar hatte der Herausforderer, der CDU-Spitzenkandidat Alfred Dregger, in zwei Wahlgängen nacheinander die CDU zu Rekordergebnissen geführt, zur Regierungsübernahme führte dieser Erfolg allerdings nicht. Die sozialliberale Koalition mit Ministerpräsident Albert Osswald konnte fortgesetzt werden. Deren Politik wurde kritisiert, vor allem der „Rote Filz“. Dieser Vorwurf wurde insbesondere 1976 im Rahmen des Helaba-Skandals erhoben. Als Folge dieses Skandals trat Ministerpräsident Albert Osswald am 3. Oktober 1976 (dem Abend der Bundestagswahl) zurück. Als Nachfolger wurde Holger Börner (SPD) gewählt.

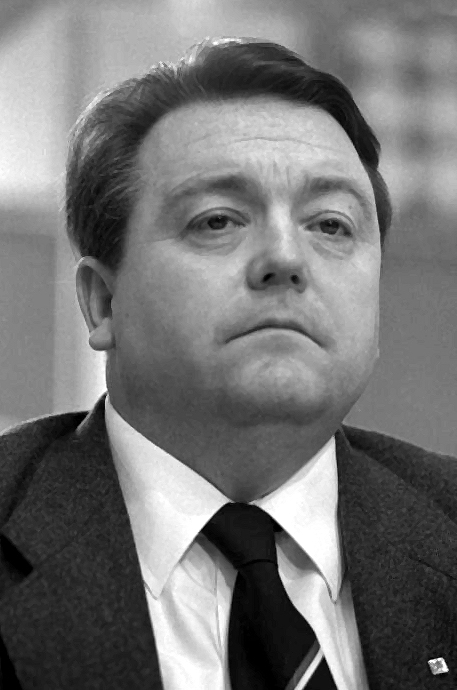
Ministerpräsident Holger Börner, 1978

Inhaltlich wurde in den 1970er Jahren in Hessen hauptsächlich um zwei Themen gerungen: Die Gebietsreform in Hessen und die Schulpolitik. Die Gebietsreform löste vielerorts eine Welle der Empörung aus. Besonders extrem war das Beispiel der Stadt Lahn, die aus den 15 km getrennt liegenden Städten Gießen und Wetzlar gebildet wurde.
Das zweite zentrale Thema der Landespolitik war die Schulpolitik. Der Versuch der SPD-geführten Regierung, das gegliederte Schulsystem zu Gunsten der Gesamtschule abzuschaffen, stieß auf massiven Widerstand der betroffenen Eltern gegen die Politik von Kultusminister Ludwig von Friedeburg, der nach der Landtagswahl 1974 dann auch nicht mehr ins neue Kabinett berufen wurde. Die Vorgabe der Schulpolitik war zwar unverändert, aber die anhaltende Diskussion verlor nach der Ablösung Friedeburgs ihre emotionale Komponente.
Beide Themen zusammen führten bei der Kommunalwahl 1977 dazu, dass die CDU einen klaren Sieg einfahren konnte. Besondere Beachtung erfuhr die Wahl von Walter Wallmann zum Oberbürgermeister von Frankfurt am Main.

## Spitzenkandidaten
Die SPD trat mit Ministerpräsident Holger Börner als Spitzenkandidat an. Gegenkandidat der CDU war erneut Fraktionschef Alfred Dregger. Spitzenkandidat der FDP war Ekkehard Gries.

## Meinungsumfragen
Die Anfang September durchgeführten Meinungsumfragen vor der Wahl ergaben ein uneinheitliches Bild. Während Allensbach ein Kopf-an-Kopf rennen zwischen der Union und der sozialliberalen Koalition prognostizierte, ergab die Infas-Erhebung eine klare Mehrheit für rot-gelb.
|     | Allensbach | Infas  |
| --- | ---------- | ------ |
| CDU | 47,2 %     | 45,5 % |
| SPD | 40,4 %     | 45 %   |
| FDP | 6,8 %      | 5,5 %  |

Quelle

## Amtliches Endergebnis
Die Landtagswahl am 8. Oktober 1978 brachte folgendes Ergebnis:
| Partei                   | Stimmen absolut | Prozent | Wahl- kreisbe- werber | Direkt- man- date | Sitze |
| ------------------------ | --------------- | ------- | --------------------- | ----------------- | ----- |
| Wahlberechtigte          | 3.933.990       |         |                       |                   |       |
| Wähler                   | 3.450.090       | 87,7    |                       |                   |       |
| Gültige Stimmen          | 3.422.967       | 99,2    |                       |                   |       |
|                          |                 |         |                       |                   |       |
| CDU                      | 1.575.445       | 46,0    | 55                    | 29                | 53    |
| SPD                      | 1.515.953       | 44,3    | 55                    | 26                | 50    |
| FDP                      | 225.044         | 6,6     | 55                    |                   | 7     |
| GLH                      | 37.758          | 1,1     | 55                    |                   |       |
| GAZ                      | 30.787          | 0,9     | 55                    |                   |       |
| DKP                      | 14.531          | 0,4     | 55                    |                   |       |
| NPD                      | 12.507          | 0,4     | 55                    |                   |       |
| FWG                      | 7.452           | 0,2     | 36                    |                   |       |
| KBW                      | 2.638           | 0,1     | 55                    |                   |       |
| EAP                      | 511             | <0,1    | 21                    |                   |       |
| GLU                      | 274             | <0,1    | 2                     |                   |       |
| Gerechtigkeitspartei (G) | 39              | <0,1    | 1                     |                   |       |
| AVP                      | 12              | <0,1    | 1                     |                   |       |
| Einzelbewerber           | 16              | <0,1    | 1                     |                   |       |
| Total                    | 3.422.967       | 100     | 502                   | 55                | 110   |

Angesichts der bildungspolitischen Diskussionen und nach den von der CDU gewonnenen Kommunalwahlen war das Ergebnis durchaus überraschend. Der jahrelange Anstieg der CDU bei hessischen Landtagswahlen war gestoppt, die sozialliberale Koalition behauptete trotz der erstmaligen Kandidatur ökologisch ausgerichteter Parteien ihre Mehrheit. Noch am Wahlabend kündigte Börner an, die Stadt Lahn werde wieder aufgelöst.

## Wahlprüfung
Das Wahlprüfungsgericht beim Hessischen Landtag entschied mit Urteil vom 25. Juni 1979 gegen die Einsprüche zur Wahl und erklärte die Wahl für gültig.

## Konsequenzen

### Hessen
Mit diesem Ergebnis konnte die sozialliberale Koalition fortgesetzt werden. Holger Börner wurde als Regierungschef bestätigt. Eingedenk der Bürgerproteste (und der Tatsache, dass nun 2/3 der Landkreise als Schulträger von der CDU regiert wurden) wurde das Tempo der Einführung der Gesamtschule reduziert, ohne das Ziel selbst aufzugeben. Die politische Diskussion in der Wahlperiode in der Landespolitik wurde durch die Themen Startbahn West und die Atompolitik bestimmt.
Mit dem Wahlergebnis der beiden Grünen Parteien zeichnete sich im Rückblick der Trend zu einer stärkeren Thematisierung ökologischer Themen in der Politik ab. Die von dem ehemaligen CDU-MdB Herbert Gruhl gegründete Grüne Aktion Zukunft (GAZ) mit 0,9 % und die von Alexander Schubart und Jutta Ditfurth geführte Grüne Liste Hessen (GLH) mit 1,1 % waren jeweils weit von einem Einzug in den Landtag entfernt. Das Wahlergebnis war jedoch auch ein Anstoß, der letztlich zur Gründung der Partei Die Grünen führte.